# 哈利奇區

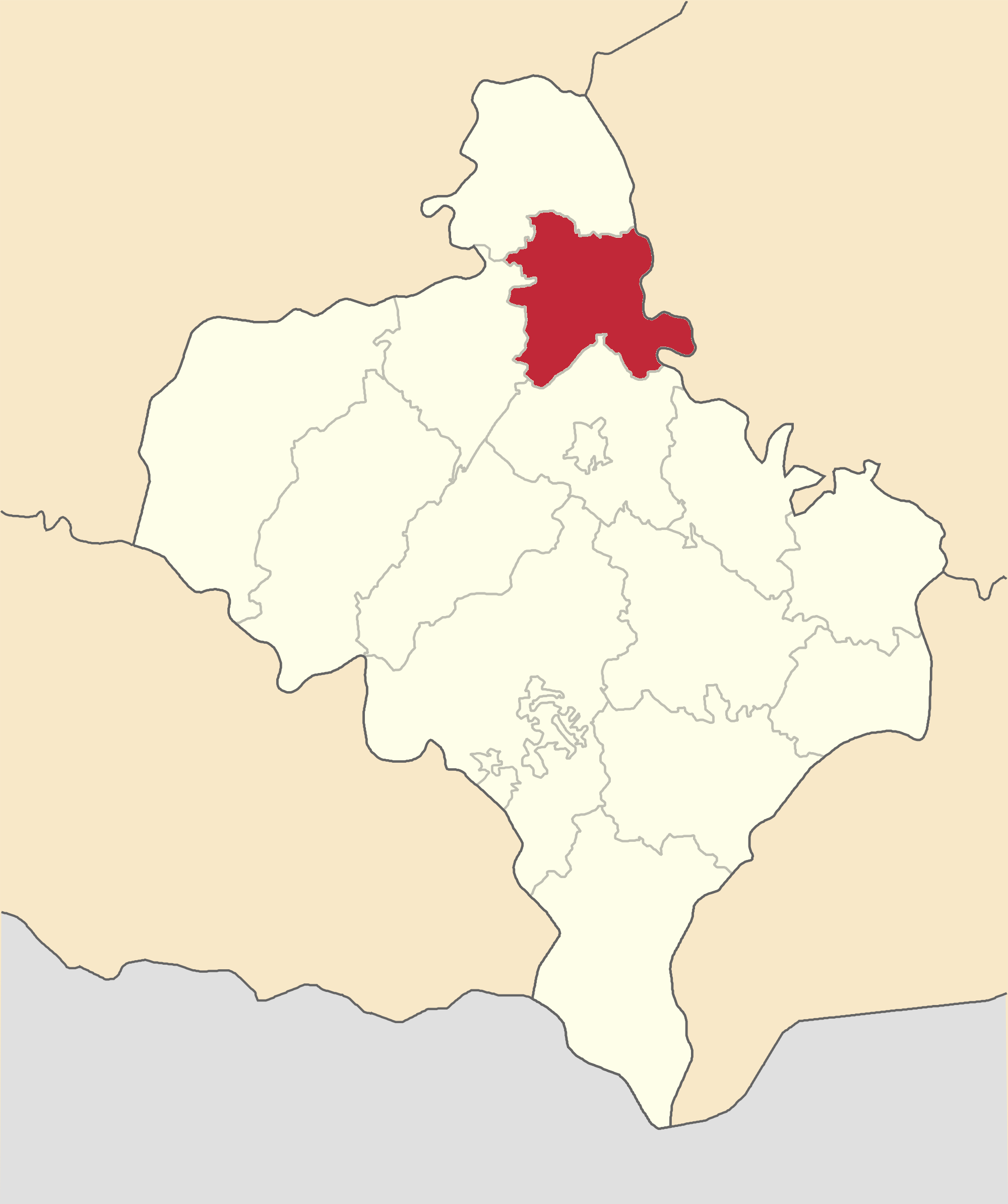
哈利奇區在伊萬諾-弗蘭科夫斯克州的位置

哈利奇區（烏克蘭語：Галицький район），曾是烏克蘭西部伊萬諾-弗蘭科夫斯克州的一個區，行政中心設於哈利奇，面積723平方公里，2013年人口61,238，人口密度每平方公里85人。
该区在2020年7月18日乌克兰行政区划改革中被撤销，其区域并入伊万诺-弗兰科夫斯克区。